# Lutung srebrzysty
Lutung srebrzysty (Trachypithecus cristatus) – gatunek ssaka naczelnego z podrodziny gerez (Colobinae) w obrębie rodziny koczkodanowatych (Cercopithecidae).

## Występowanie
Występuje na terenach Brunei, Indonezji oraz Malezji. Preferuje tereny nizinne w lasach do 300 m n.p.m.. 

## Podgatunki
Można wyróżnić 2 podgatunki:
- Trachypithecus c. cristatus - lutung srebrzysty, (Raffles, 1821)
- Trachypithecus c. vigilans - lutung posrebrzony, (G. S. Miller, 1913)

## Charakterystyka

### Morfologia
Gatunek ten osiąga masę od 5 do 8 kg oraz może mierzyć od 46 do 56 cm. Samice zazwyczaj osiągają 90% masy ciała samców. 
Ma długi ogon oraz gęste futro. Występuje w ciemnych kolorach z szarymi końcówkami. Jego twarz jest czarna,  pozbawiona owłosienia, jednak do okoła ma charakterystyczną grzebieniastą czuprynę oraz bokobrody. 
Młode świeżo po urodzeniu mają białą twarz, stopy oraz dłonie. 

### Styl życia
Żyją zwykle około 20 lat na wolności, natomiast w niewoli mogą dożyć nawet 31 lat. Tworzą duże grupy, czasem nawet jeden samiec przypada na kilkadziesiąt samic. Grupa osiąga zwykle od 9 do 50 osobników. 
Jest to bardzo skryty gatunek i tylko sporadycznie pojedyncze osobniki zapuszczają się w pobliże ludzkich osiedli. Nie są agresywne, czasami wchodzą w konflikty z innymi grupami tego samego gatunku. 
Dziennie przemierzają od 200 do 500 metrów, terytorium jednej grupy liczy około 40 ha.
Używają różnych dźwięków do komunikacji. Zazwyczaj można je usłyszeć przy wschodzie i zachodzie słońca. 

### Rozmnażanie
Ciąża trwa około 170 dni a zwykle rodzi się jedno młode. Dojrzałość płciową osiągają zwykle około 4-5 roku życia. Gatunek ten nie ma ściśle określonego sezonu godowego, jednak zazwyczaj rozmnażają się raz do roku. 

### Dieta
Są typowymi roślinożercami. Żywią się głównie liśćmi oraz nasionami. Jedzą także orzechy oraz owoce, które znajdą w lesie. 